# Deinodon
Deinodon („strašný zub“) je rodové jméno pro fosilní zuby velkého dravého dinosaura (teropoda) z čeledi Tyrannosauridae, který žil na území Severní Ameriky v období pozdní křídy (věk kampán, asi před 77 miliony let).

## Historie a význam
Fosilie byly objeveny již v polovině 50. let 19. století na území Montany (souvrství Judith River), v roce 1856 je pak paleontolog Joseph Leidy popsal pod jménem Deinodon horridus. Jde o první popsané zkameněliny tyranosaurida vůbec, zároveň také o jedny z prvních popsaných zkamenělin dinosaurů na území Severní Ameriky.
Dnes je tento taxon pokládán za nomen dubium, jelikož není možné přesně určit rod a druh dinosaura, kterému zuby patřily. Pravděpodobně se jedná o druh Gorgosaurus libratus (možná však také Daspletosaurus torosus), s jistotou to však nevíme.